# Олегова балка
Оле́гова ба́лка — ландшафтний заказник місцевого значення в Україні. Розташований у межах Карлівського району, Полтавської області, поблизу селища Мартинівка.

## Характеристика
Площа 52,7 га. Створено відповідно до рішення обласної ради від 20.12. 1993 року. Перебуває у віданні Мартинівської сільської ради. 
Охороняється балка з неглибоким і нешироким днищем та пологими схилами. На схилах південної експозиції добре збереглася природна степова рослинність, схили північної експозиції частково заліснені та випасаються. Перспективну для заповідання ділянку виявлено вчителькою біології місцевої школи Єнькою Ніною Михайлівною.
Місцевість з типовим степовим ландшафтом. Зростають ковила волосиста та ковила пірчаста, келерія гребінчаста, сон чорніючий, горицвіт весняний та горицвіт волзький, гіацинтик блідий, громовик несправжньокрасильний, астрагал пухнастоквітковий, волошка сумська, валеріана бульбиста, залізняк бульбистий, дзвоники сибірські, вероніка сиза, чебрець Маршалла, подорожник ланцетовидний, ахірофорус плямистий, зіновать австрійська, підмаренник руський, люцерна румунська, молочай степовий, астрагал еспарцетний, дивина борошниста, ломиніс цілолистий.
На днищі балки переважають лучно-степові види: гадючник звичайний, тонконіг лучний, перстач сріблястий, деревій благородний, в'язіль барвистий, вероніка австрійська, шавлія дібровна, чистець прямий, цмин пісковий, конюшина альпійська, конюшина гірська, вероніка колосиста, гоніолімон татарський.